# John Parnell (1er baronnet)
John Parnell, 1er baronnet (vers 1720-1782), est un homme politique irlandais.

## Biographie
Il est le fils unique de John Parnell (1680-1727) (en), esq., député et plus tard juge de la Cour du banc du roi (Irlande) et de Mary, sœur du lord juge en chef William Whitshed (en). Son oncle, Thomas Parnell est l'archidiacre de Clogher en 1705, prébendier de Dublin en 1713, vicaire de Finglas en 1718, et poète, ami d'Alexander Pope et de Jonathan Swift.
Il est nommé haut shérif du comté de Queen's en 1753. Il est député de Maryborough en 1761 et est nommé baronnet de Rathleague, dans le comté de Queen's, le 3 novembre 1766. John épouse Anne, deuxième fille de Michael Ward, de Castle Ward, comté de Down, l'un des juges de la Cour du banc du Roi en Irlande et Anna Catherine Hamilton, fille de James Hamilton. Anne est la sœur de Bernard Ward (1er vicomte Bangor).
John Parnell meurt en 1782, est remplacé par son fils unique, John Parnell (2e baronnet), chevalier du comté pour le comté de la Reine, commissaire des recettes en Irlande, chancelier de l'Échiquier, conseiller privé et Lord du Trésor. Il est l'arrière-arrière-grand-père du leader nationaliste irlandais Charles Stewart Parnell.